# Elliptera usingeri
Elliptera usingeri là một loài ruồi trong họ Limoniidae. Chúng phân bố ở miền Tân bắc.